# Lina Šaltytė
Lina Šaltytė, född 9 februari 1987, är en litauisk roddare.
Šaltytė tävlade för Litauen vid olympiska sommarspelen 2016 i Rio de Janeiro, där hon slutade på 14:e plats i singelsculler.